# Josefa Estévez García del Canto
Josefa Estévez García del Canto nació en Valladolid  o Salamanca, dependiendo de autores, aunque todos están de acuerdos en que el año de su nacimiento fue 1830, y es una escritora, poetisa, española.

## Biografía
Josefa nació de la  familia formada por Francisco Estévez Caballero y Bernarda Ramos y Domínguez y pronto se trasladó junto con ella a Madrid, ingresando como alumna en el colegio donde desde sus comienzos mostró una gran facilidad para la lectura y la escritura, aunque mostró también grandes dotes para la música, llegando a ser una gran pianista, y estudiando composición y escribiendo alguna pieza sencilla, como ejemplo tenemos la melodía para canto y piano con letra de la misma autora, titulada “El bello ideal”, que publicó en Madrid en 1862.
En 1850 la familia vuelve a trasladarse, esta vez a Salamanca, donde conoció al que sería su marido, a partir del año 1854, Antonio García del Canto, militar y escritor español nacido en Oviedo en 1823, quien fue el primero en conocer su faceta de literata y durante un tiempo fue su profesor en retórica y poética. Así, en 1852 en el “Correo Salmantino” comenzó a publicar sus primeras composiciones poéticas.
Varios trabajos, tanto en prosa como en verso,  de Josefa Estévez se publicaron en 1862 en Madrid un semanario titulado “El Bello Ideal”, redactado exclusivamente por mujeres y cuyos beneficios se dedicaban a la beneficencia, de hecho en esta publicación se redactó la primera biografía de Josefa Estévez.
Por el trabajo de su marido,  tuvo que trasladar su residencia a Filipinas, donde Antonio García había sido destinado como Gobernador político militar de una provincia del archipiélago.
En 1866 su marido fue nombrado Gobernador P.M. de Davao (Isla de Mindanao), donde residió durante cuatro años.  Regresando durante el invierno de 1871 a 1872 a Madrid, donde permanecieron hasta su regreso a Manila en 1873, donde su marido ostentaba la Secretaría General, cargo del que dimitió a los seis meses y regresó definitivamente a España donde se establecieron en Salamanca.
En 1886 se produce la muerte de su esposo en Salamanca y esta pérdida causó tanto dolor en Josefa que decidió retirarse de la vida pública e ingresó en las Salesas de Vitoria, donde murió tras 1889.

## Obra
Como ocurre con otras escritoras españolas del siglo XIX, parte de la obra de Josefa Estévez fue publicada en periódicos, ocurrió con en el romance “El amor de los amores”, que fue publicado en el Romancero Español. Estas costumbre continuó mientras residía en Filipinas, publicando en “El Diario de Manila” algunas composiciones suyas en prosa y verso, y también las publicaba en el Correo de la Moda de Madrid, en cuyo Semanario era colaboradora.
- La esposa. Madrid, Amalio Muñoz, 1877. Con prólogo de Antonio Grilo. 203 páginas.

- Máximas y reglas de conducta aplicables a los diversos estados y condiciones de la vida sacadas de las obras de Santa Teresa de Jesús: Precedidas de un prólogo y un compendio de la historia de la Santa. J. Hidalgo: Salamanca. 1888. 179 páginas.[2]

- El romancero de San Isidro. 1886.[2]

- Mis recreos : poesías. Salamanca. 1888.[2]

- El mejor amigo: libro para los niños. Con prólogo de Antonio de Trueba. Imprenta de Jacinto Hidalgo. Salamanca. 1888. 203 páginas.[3]

- Memorias de un naufrago. Novela. Editorial: J. Hidalgo, Salamanca (1888), 106 páginas.

## Premios y reconocimientos
En el año 1879 su poesía “A Cervantes” es premiada en un concurso de poesía en Valladolid.
“Oda á la transverberación del Corazón de Santa Teresa”, recibió el primer premio del certamen de poetisas españolas celebrado en 1882 en Alba de Tormes.
La novela “El zapatito”, recibió el primer premio en el certamen internacional celebrado por la Academia de Motreal  de Toulouse en el año 1883 y se publicó en Madrid en el año 1885.